# Ostichthys
Ostichthys is een geslacht van straalvinnige vissen uit de familie van eekhoorn- en soldatenvissen (Holocentridae). Het geslacht is voor het eerst wetenschappelijk beschreven in 1829 door Cuvier (ex Langsdorf) in Cuvier & Valenciennes.

## Soorten
- Ostichthys acanthorhinus Randall, Shimizu & Yamakawa, 1982
- Ostichthys archiepiscopus (Valenciennes, 1862)
- Ostichthys brachygnathus Randall & Myers, 1993
- Ostichthys delta Randall, Shimizu & Yamakawa, 1982
- Ostichthys hypsipterygion Randall, Shimizu & Yamakawa, 1982
- Ostichthys japonicus (Cuvier, 1829)
- Ostichthys kaianus (Günther, 1880)
- Ostichthys ovaloculus Randall & Wrobel, 1988
- Ostichthys sandix Randall, Shimizu & Yamakawa, 1982
- Ostichthys sheni J. P. Chen, K. T. Shao & H. K. Mok, 1990
- Ostichthys trachypoma (Günther, 1859)